# Gacetín Madrid
Gacetín Madrid es un periódico digital español, cuyo ámbito se circunscribe a la Comunidad de Madrid.

## Descripción
Fue fundado en abril de 2016 y desde sus inicios ha estado dirigido por Carlos Ávila, quien lo registró como marca en noviembre de 2016. El medio ha hecho uso a lo largo de su historia de publicidad de particulares y empresas privadas. Publica diariamente noticias relacionadas con la Comunidad de Madrid y el Ayuntamiento de Madrid. Cuenta con canales en Whatsapp y Telegram (última noticia emitida el 1 de mayo de 2025) y una aplicación en Google Play.